# Донаёль
Донаёль — посёлок в Усть-Вымском районе Республики Коми, административный центр и единственный населённый пункт сельского поселения Донаёль.
Глава сельского поселения — Чумак Алексей Валерьевич.

## Описание
В посёлке есть медицинский пункт, библиотека, почта, клуб, футбольное поле.
На территории посёлка много питьевых колодцев, вокруг леса, много водоёмов. В 3 км от посёлка река Вычегда, а в 4 км кладбище.
Ближайшие населённые пункты: на северо-западе — Казлук, на юго-западе — Межёг, Заручейный.

## История
Посёлок возник под названием Межог в 1956 году при железнодорожной станции Межег на магистральной железнодорожной линии Котлас — Микунь, впервые упомянут в 1960 году. В 1966 году посёлок и станция были объединены в один населённый пункт. В 1976 году посёлку присвоено новое название — Донаёль — с целью устранения одноимённости c соседним селом Межег (Межёг).
Согласно правилам языка коми, название населённого пункта должно писаться и произноситься как «Донаёль» («ёль» означает «лесной ручей»). Но почти все местные жители называют этот населённый пункт «Донае́ль».
От посёлка Донаёль начиналась Межогская узкоколейная железная дорога, открытая, ориентировочно, в 1957 году. Вплоть до конца 1990-х годов протяжённость магистрали постепенно возрастала. К моменту наибольшего развития дороги она составляла не менее 50 километров. Владельцем дороги являлся Усть-Вымский леспромхоз. Здесь находился Межогский лесопункт.
Около 1994 года вывоз леса с дальних участков узкоколейной железной дороги был прекращён. С тех пор лес возили нерегулярно, и только с ближних веток и «усов» (как правило, удалённость от посёлка Донаёль не превышала 10 километров).
Организация, к которой относилась узкоколейная железная дорога, неоднократно меняла название и владельцев. В посёлке Донаель размещалось ООО «Межог-лес», а по состоянию на сентябрь 2004 года — ООО «Ёртом-лес».
В 2005 году неиспользуемую железную дорогу снесли.

## Население
| 1989 | 2002 | 2010 | 2012 | 2013 | 2014 | 2015 |
| ---- | ---- | ---- | ---- | ---- | ---- | ---- |
| 972  | ↘660 | ↘476 | ↘460 | ↘451 | ↗452 | ↘434 |
| 2016 | 2017 | 2018 | 2019 | 2020 | 2021 |      |
| ↘413 | ↘407 | ↘393 | ↘378 | ↘372 | ↘309 |      |

По состоянию на 1989 год, в посёлке насчитывалось 989 жителей.
Население по данным переписи 2010 года — 476 человек (218 мужчин, 258 женщин), оценка на 1 января 2012 года — 460 человек.
Большую часть населения посёлка составляют люди в возрасте 40-80 лет, молодёжи с каждым годом все меньше и меньше.

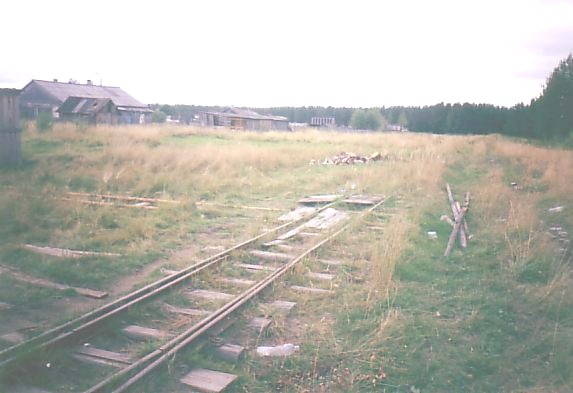
Пути на северной окраине посёлка
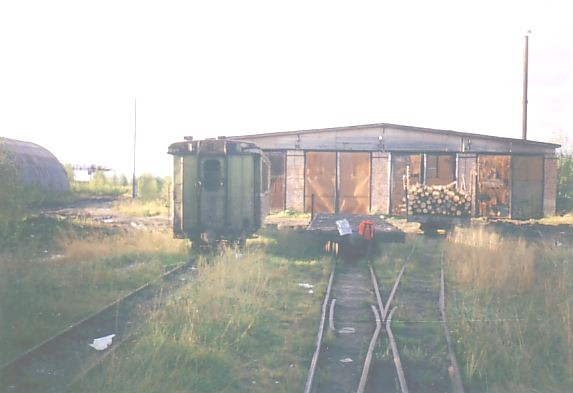
Локомотивное депо
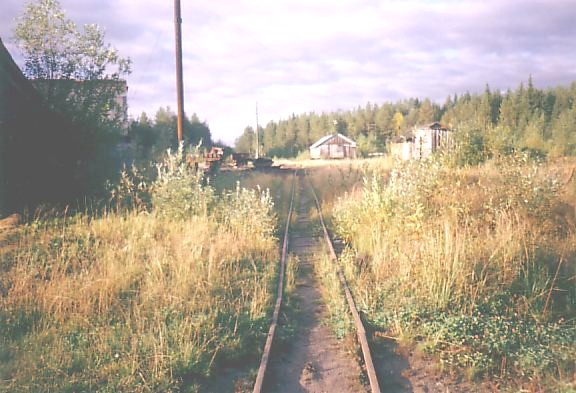
Участок пути вблизи депо
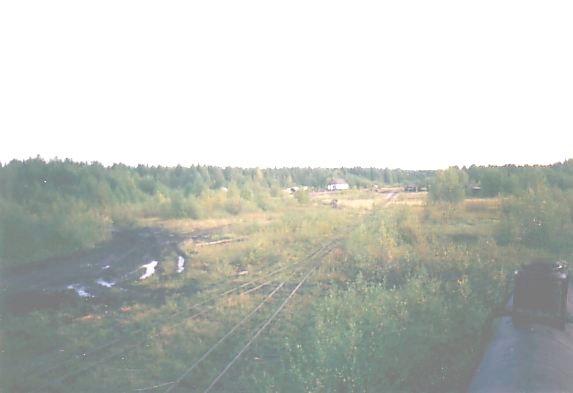
Вид на посёлок